# Farida Shaheed
Farida Shaheed es una socióloga, feminista y activista por los derechos humanos pakistaní. En 2012 fue designada como Relatora especial de las Naciones Unidas en derechos culturales. Dirige el centro de recursos para la mujer Shirkat Gah en Pakistán y es conocida por su labor en temas de género, tanto en Pakistán como en el exterior.

## Obra
Shaheed tiene más de 25 años de experiencia en sus investigaciones y activismo, usando un enfoque de género en temas tales como desarrollo rural, trabajo, cultura, religión, y Estado. Se ha enfocado principalmente en promover y proteger derechos culturales a través de políticas y proyectos para comunidades marginales, incluyendo mujeres, pobres, y minorías religiosas y étnicas. Shaheed también es una experta en negociaciones internacionales, regionales y locales, incluyendo negociaciones entre Naciones Unidas y Pakistán.
Shaheed es miembro fundador de la red de derechos de la mujer en Pakistán, Women's Action Forum (WAF) y miembro de la organización feminista transnacional Women Living Under Muslim Laws ("Mujeres Viviendo bajo Leyes Musulmanas") (WLUML).

## Premios y reconocimientos
El 12 de noviembre de 2014, Shaheed recibió el Premio internacional CGLU – Ciudad de MÉXICO – Cultura 21,  por poner de manifiesto la relación entre cultura, derechos humanos y desarrollo sostenible, así como documentar los principales desafíos que existen sobre los derechos culturales, entre ellos la libertad de expresión artística, los procesos de memoria o los derechos culturales de las mujeres. Shaheed ya había recibido otros premios, incluyendo el premio del Primer Ministro de Pakistán por su libro en coautoría Two Steps Forward, One Step Back.

## Publicaciones
En 2010, Shaheed publicó el artículo Contested Identities: Gendered Politics, Gendered Religion in Pakistan para la edición especial de Third World Quarterly.
En 1998, Shaheed editó junto a Sohail Akbar Warraich, Cassandra Balchin y Aisha Gazdar, el libro Shaping Women's Lives: Laws, Practices and Strategies in Pakistan. Fue publicado por Shirkat Gah.
En 1987, escribió el libro Women of Pakistan: Two Steps Forward, One Step Back? con Khawar Mumtaz, donde realiza la crónica de los movimientos de mujeres musulmanas en el sur de Asia desde el inicio del siglo XX hasta mediados de la década de 1980.